# گادی‌آپاتی
گادی‌آپاتی (به مجاری:  Gagyapáti) یک منطقهٔ مسکونی در مجارستان است که در ناحیه انچ واقع شده‌است. گادی‌آپاتی ۳٫۲۲ کیلومتر مربع مساحت و ۲۴ نفر جمعیت دارد.